# Autoréduction
L’autoréduction est une pratique politique anticapitaliste qui consiste à imposer, de manière collective et militante, la baisse du prix d'un produit ou d'un service, voire sa gratuité. Le service ou produit visé est généralement considéré comme essentiel (logement, transport, alimentation, énergie) et devant être accessible de manière égalitaire pour tous. L’autoréduction s’inscrit dans une critique radicale du marché libre, perçu comme injuste dans la répartition des ressources.

## Concept
L'autoréduction repose sur une action groupée et concertée, menée par des collectifs, des syndicats ou des mouvements sociaux. Elle peut prendre des formes variées : non-paiement des transports en commun, réquisitions dans les supermarchés, blocages de caisses, occupation de logements vacants, ou encore refus de payer une augmentation de loyer ou de facture (électricité, gaz, eau). Cette pratique repose souvent sur l'idée d'un droit à la subsistance ou d’un "revenu social garanti", et se distingue du vol par sa dimension politique, collective, revendiquée et souvent médiatisée.

## Histoire
Des pratiques d’autoréduction sont observées dès les années 1970 en Italie, au sein de luttes urbaines portées par les mouvements autonomes. Les grèves de loyers se multiplient dans des villes comme Rome, Milan ou Turin. Les militants contestent le coût excessif des logements et des services publics, dans un contexte d'inflation et de crise énergétique.
Cette forme d’action est théorisée dans les milieux autonomes comme une forme de "réappropriation prolétarienne", visant à instaurer un communisme immédiat sans attendre une transformation institutionnelle. En France, on retrouve cette logique dans les luttes des résidents immigrés de la Sonacotra à partir de 1975, qui refusent de payer des loyers qu’ils estiment indignes ou injustes.
Dans les années 2000, et surtout après la crise financière de 2008, plusieurs mouvements relancent l’autoréduction, avec des actions coordonnées dans les grandes surfaces, les transports ou les services publics, en lien avec les mobilisations des gilets jaunes, des intermittents du spectacle, ou des collectifs de chômeurs et précaires.

## Typologie

### Réquisitions alimentaires
L’un des modes d’action les plus spectaculaires consiste à organiser des réquisitions collectives dans les supermarchés. Des groupes entrent, remplissent plusieurs caddies de produits de première nécessité, puis refusent de passer en caisse. Ils entament alors une négociation avec la direction, en soulignant la valeur militante et solidaire de leur action. Si les produits sont cédés, ils sont souvent redistribués dans des quartiers populaires ou à des associations caritatives. Le but est double : répondre à des besoins immédiats et dénoncer les profits des grandes enseignes au détriment des consommateurs précaires.

### Transports publics
Les actions d’autoréduction dans les transports consistent à faire entrer gratuitement un groupe de passagers dans un bus ou un métro, en affichant la revendication de la gratuité. Des tracts sont distribués et des discussions s’engagent avec les usagers. Certaines villes françaises pratiquent déjà la gratuité totale des transports, ce qui donne un fondement concret à cette revendication (ex. : Aubagne, Châteauroux, Niort, Calais). L’argument écologique s’ajoute alors à l’argument social, en plaidant pour une réduction de la voiture individuelle au profit d’un réseau collectif accessible à tous.

## Réception et cadre juridique
Légalement, l’autoréduction se situe dans une zone grise. Certaines actions peuvent être requalifiées en extorsion ou en vol en réunion, ce qui expose leurs auteurs à des poursuites. Les militants insistent cependant sur la légitimité morale de leurs gestes, s’appuyant sur une critique du système de distribution des richesses. Des juristes et philosophes du droit ont étudié ces formes d’illégalité politique, dans la lignée de la désobéissance civile.

## Influence
L’autoréduction a inspiré d’autres formes d’action, comme les "zones de gratuité", les "cantines populaires", ou les expériences de revenu universel localisé. Elle a également été réinvestie par des mouvements récents, comme les occupations étudiantes contre la précarité ou les réseaux de mutualisme radical.